# Carmem de Oliveira
Carmem de Oliveira (Carmem Sousa de Oliveira Furtado; * 17. August 1965 in Sobradinho, Distrito Federal do Brasil) ist eine ehemalige brasilianische Langstreckenläuferin.

## Karriere
1985 gewann sie bei den Südamerikameisterschaften in Santiago de Chile über 3000 Meter und 10.000 Meter Silber. Bei den Crosslauf-Weltmeisterschaften kam sie 1986 in Colombier auf Rang 52 und 1987 in Warschau auf Rang 88. Bei den Panamerikanischen Spielen 1987 in Indianapolis wurde sie über 3000 und 10.000 Meter jeweils Fünfte.
1989 siegte sie bei den Südamerikameisterschaften in Medellín über 3000 und 10.000 Meter und wurde beim Weltcup in Barcelona Sechste über 10.000 Meter.
1991 siegte sie beim Brasilia-Marathon und verteidigte bei den Südamerikameisterschaften in Manaus ihre beiden Titel. Bei den Panamerikanischen Spielen in Havanna holte sie Bronze über 3000 Meter und wurde Vierte über 10.000 Meter, und bei den Weltmeisterschaften in Tokio schied sie über beide Distanzen im Vorlauf aus. Beim New-York-City-Marathon wurde sie Zehnte.
1992 folgten einem 86. Platz bei den Crosslauf-Weltmeisterschaften in Boston Siege bei Freihofer’s Run for Women und bei den Iberoamerikanischen Meisterschaften über 3000 und 10.000 Meter. Bei den Olympischen Spielen in Barcelona kam sie über 10.000 Meter nicht über die erste Runde hinaus.
Im Jahr darauf gewann sie den Gasparilla Distance Classic und wurde Dritte beim Boston-Marathon. Über 10.000 Meter siegte sie bei den Südamerikameisterschaften 1993 in Lima und wurde Elfte bei den Weltmeisterschaften in Stuttgart. Beim Tufts Health Plan 10K for Women wurde sie Zweite und beim Tokyo International Women’s Marathon Siebte.
1994 wurde sie jeweils Zweite beim Gasparilla Distance Classic und beim Lissabon-Halbmarathon, Fünfte beim Boston-Marathon und Dritte beim New York Mini 10K. Bei den Halbmarathon-Weltmeisterschaften in Oslo lief sie auf den 34. Platz, und beim Tokyo International Women’s Marathon wurde sie Vierte. 1995 siegte sie über 10.000 Meter bei den Panamerikanischen Spielen in Mar del Plata und bei den Südamerikameisterschaften in Manaus. Zum Jahresende triumphierte sie bei der Corrida Internacional de São Silvestre.
1996 wurde sie Sechste beim Nagoya-Marathon. Beim Marathon der Olympischen Spiele in Atlanta erreichte sie nicht das Ziel.

## Persönliche Bestzeiten
- 3000 m: 9:09,48 min, 7. Juli 1990, Formia
- 5000 m: 15:22,01 min, 31. Juli 1993, Hechtel
- 10.000 m: 31:47,76 min, 21. August 1993, Stuttgart
- 10-km-Straßenlauf: 32:03 min, 4. Juni 1994, New York City
- 15-km-Straßenlauf: 48:38 min, 26. Februar 1994, Tampa
- Halbmarathon: 1:09:31 h, 13. März 1994, Lissabon
- Marathon: 2:27:41 h, 18. April 1994, Boston